# De Meele
De Meele és un llogaret ubicat al nord de la població de Nieuwleusen (Països Baixos), a la província d'Overijssel. Després de la reorganització municipal del 2001, De Meele fou incorporat a Dalfsen.
El llogaret es troba al creuament de l'A28 de Zwolle a Meppel i la carretera provincial N377 que va de Hasselt a Nieuwleusen.
A De Meele hi ha algunes granges rústiques, una petita escola i una església. També s'hi troba una zona industrial amb el mateix nom.